# (15911) Davidgauthier
(15911) Davidgauthier (1997 TL21) – planetoida z grupy pasa głównego asteroid okrążająca Słońce w ciągu 3,79 lat w średniej odległości 2,43 j.a. Odkryta 4 października 1997 roku.